# لين سانت جيمس
لين سانت جيمس (بالإنجليزية: Lyn St. James)‏ هي سيدة أعمال أمريكية، ولدت في 13 مارس 1947 في ويلوبي في الولايات المتحدة.

## وصلات خارجية
- الموقع الرسمي
- لين سانت جيمس على موقع Racing-Reference.info (الإنجليزية)
- لين سانت جيمس على موقع DriverDB.com (الإنجليزية)
- لين سانت جيمس على موقع قاعة فلوريدا للمشاهير الرياضية (الإنجليزية)